# Dindica owadai
Dindica owadai là một loài bướm đêm trong họ Geometridae.